# Anime incatenate
Anime incatenate (La belle que voilà) è un film del 1950 diretto da Jean-Paul Le Chanois.
Il film è basato sul libro di Vicki Baum  Die Karriere der Doris Hart.

## Trama
Gli amori difficili e complicati di uno scultore e di una stella della danza.